# E. M. Wright
Edward Maitland Wright (Farnley, 13 de febrero de 1906-Reading, 2 de febrero de 2005) fue un matemático inglés, coautor del libro Hardy and Wright. An Introduction to the Theory of Numbers (Una introducción a la teoría de números) escrito junto a G. H. Hardy, en 1938.
Después de obtener un autodidacta grado de primera clase en matemáticas, como estudiante externo en la Universidad de Londres, Wright estudió en Oxford en el Jesus College y el Christ Church. Su carrera como investigador duró desde 1931 hasta comienzos de los 80's. Fue por muchos años profesor en la Universidad de Aberdeen, donde aún existe una construcción que lleva su nombre. Wright trabajó en diversas áreas, incluyendo la teoría de números y la teoría de grafos, y publicó sobre una centena de artículos científicos. Gran parte de su trabajo se enfocó en la teoría de números analítica.
Fue nombrado caballero en 1977, y condecorado con el Premio Berwick y la medalla de oro de la Orden de Polonia Resituta en 1978.